# Fijnschilder

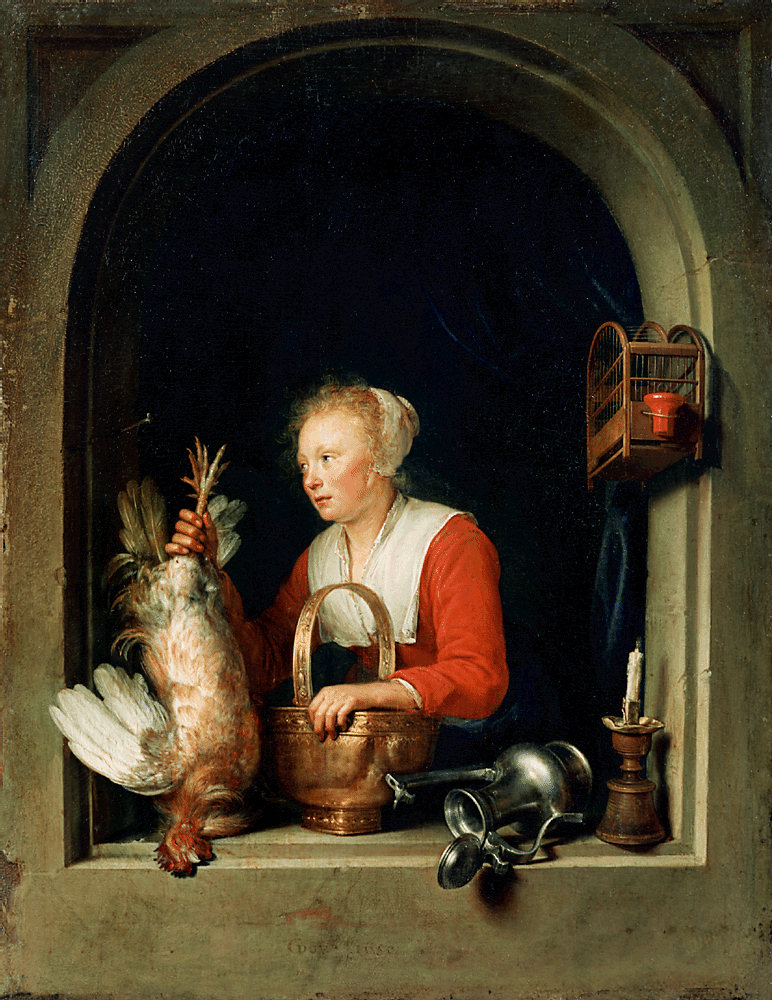
Gerard Dou, De Hollandse huisvrouw, 1650

Fijnschilders is de term die wordt gebruikt voor die Hollandse kunstschilders die, met name in de periode 1630-1710, streefden naar een zo natuurgetrouw mogelijke weergave van de werkelijkheid.
Vaak spreekt men over de 'Leidse fijnschilders', aangezien de techniek in Leiden, met name door Gerard Dou, tot grote hoogte werd gebracht. De uiterst verfijnde en minutieuze techniek werd vooral toegepast in de zogenaamde genrestukken, meestal op klein formaat weergegeven taferelen van alledaagse activiteiten.
Leidse fijnschilders naast Dou waren onder anderen Gabriël Metsu, Pieter Cornelisz. van Slingelandt, Frans van Mieris de Oudere, Adriaen van der Werff, Jan Adriaensz. van Staveren en Domenicus van Tol.

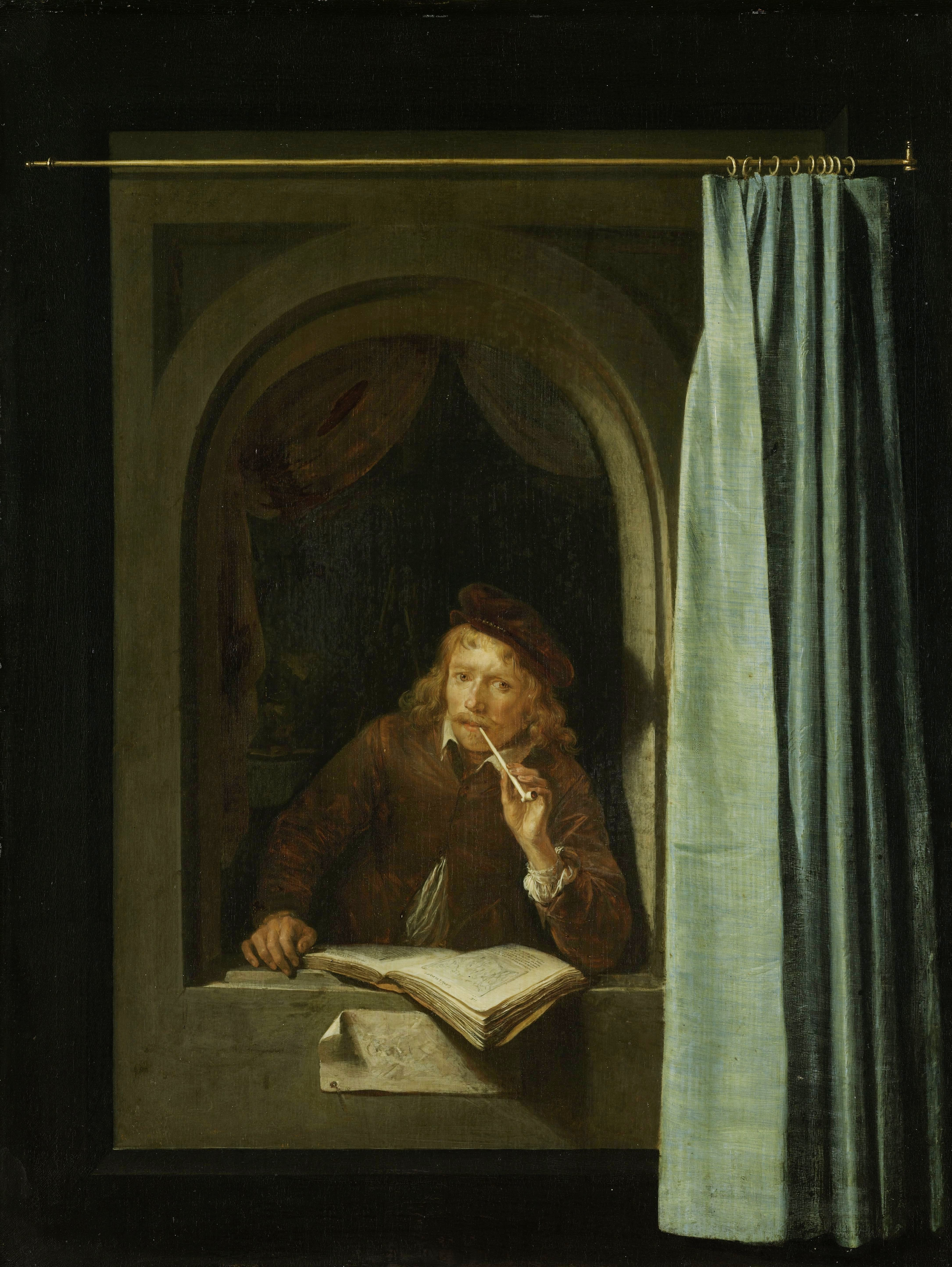
Gerard Dou, Zelfportret, ca. 1650
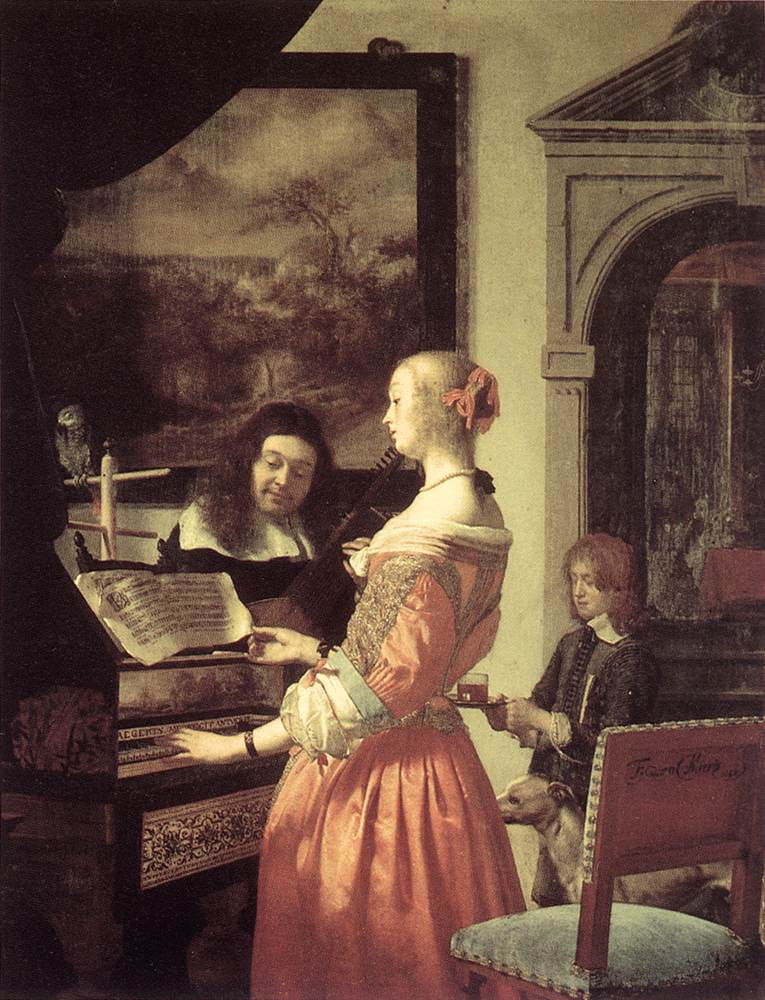
Frans van Mieris, Het duet, 1658
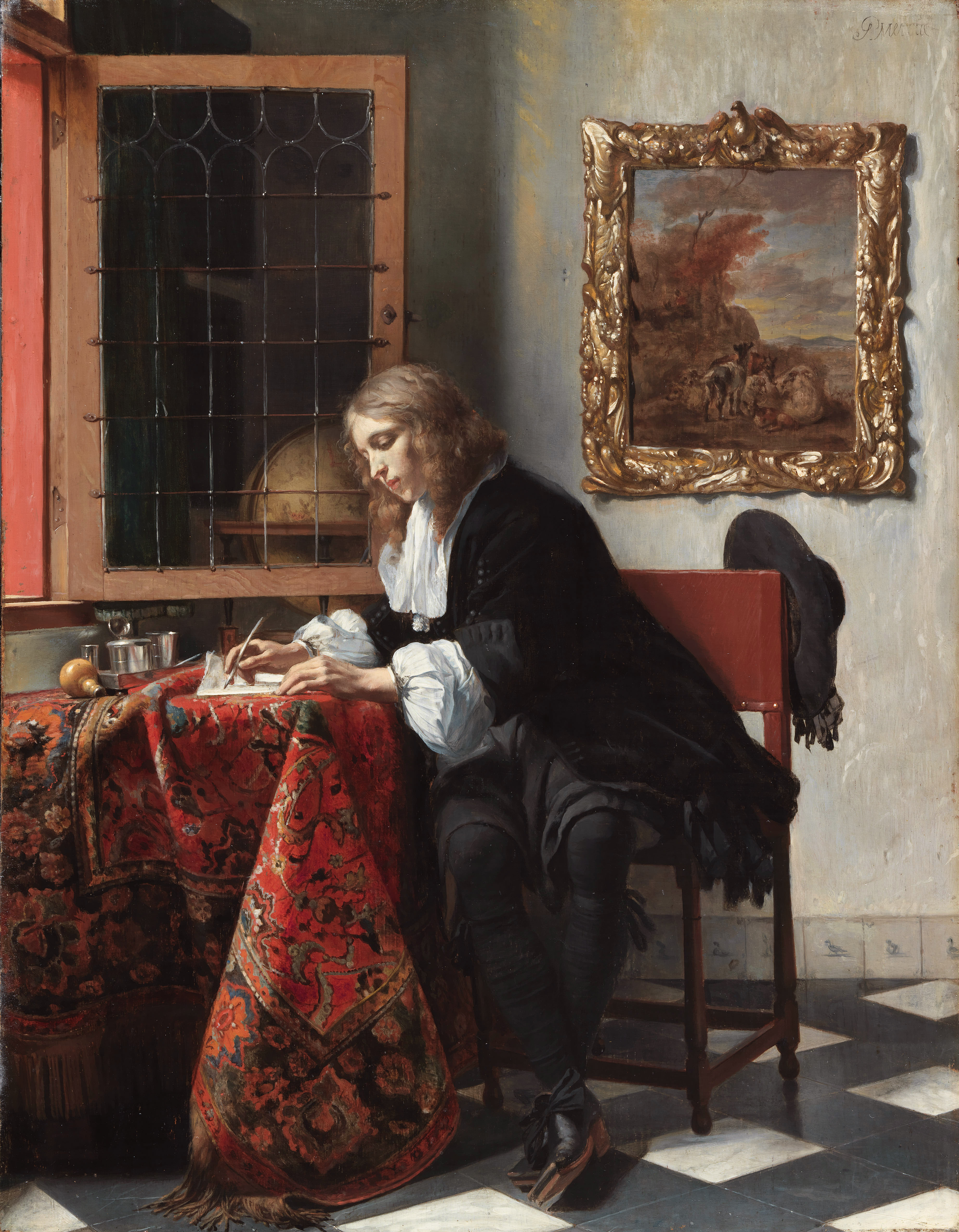
Gabriël Metsu, Man die een brief schrijft, 1665
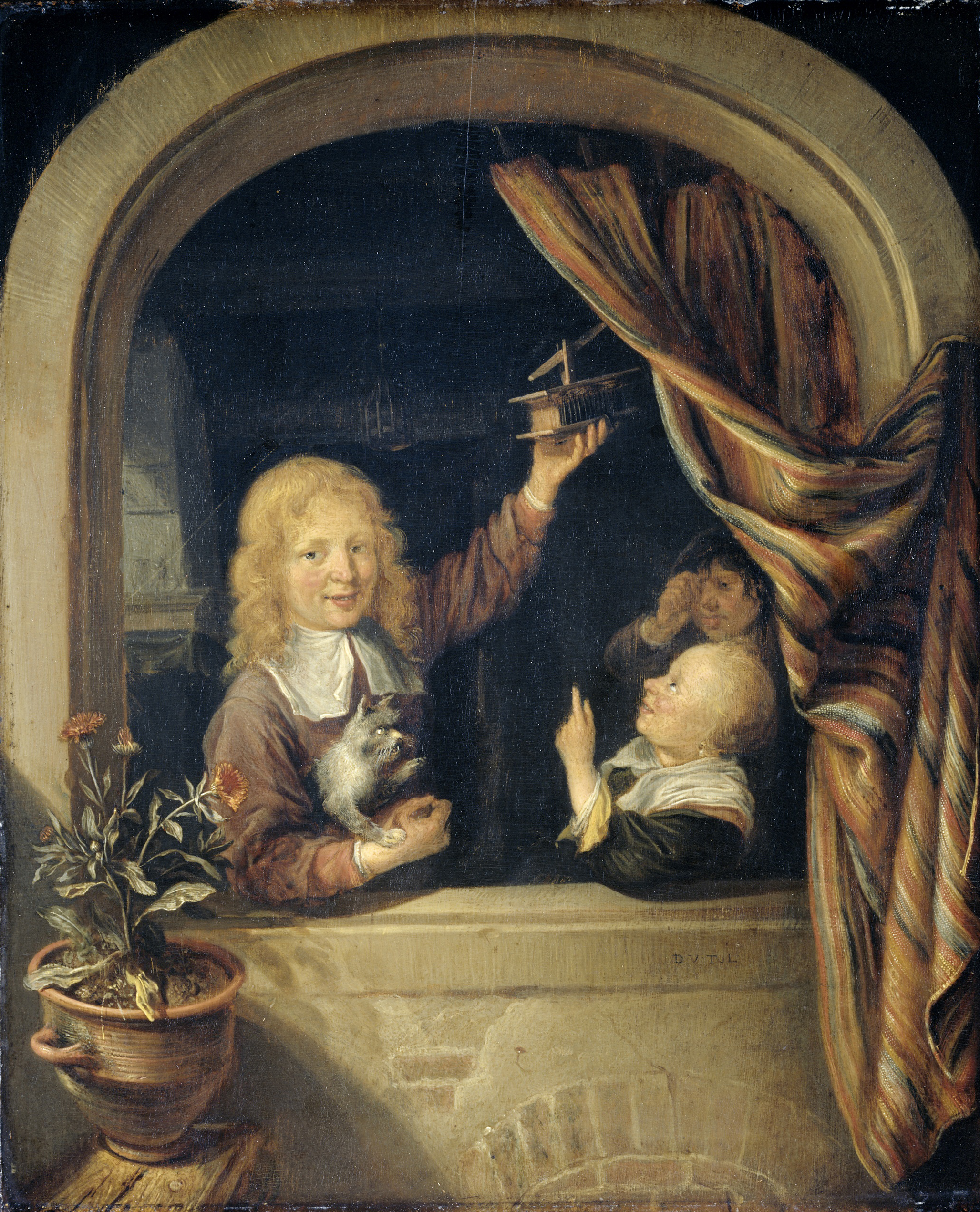
Domenicus van Tol, Kinderen met een muizenval
Jan Adriaensz. van Staveren, Keukentafereel

Andere toepassing
De betiteling 'fijnschilder' werd (en wordt) ook wel gebruikt om onderscheid te maken tussen een kunstschilder die de klassieke techniek beoefent en bijvoorbeeld een huisschilder, een materieschilder of een abstract expressionist.